# Onthophagus pedisequus
Onthophagus pedisequus là một loài bọ cánh cứng trong họ Bọ hung (Scarabaeidae).